# Helmut Sundhaußen
Helmut Sundhaußen (* 21. September 1935 in Düsseldorf; † 25. März 2018 in Düsseldorf) war ein deutscher Maler, Bildhauer und Graphiker und Vertreter der Konkreten Kunst. Zudem legte er auch zeitweilen seinen künstlerischen Schwerpunkt auf Fotografien.

## Leben
Helmut Sundhaußen studierte von 1957 bis 1962 freie Malerei an der Kunstakademie Düsseldorf bei Bruno Goller, dessen Meisterschüler er wurde. Der Villa-Romana-Preis ermöglichte ihm einen neunmonatigen Aufenthalt in Florenz. 1967–1968 unterrichtete er für ein Jahr als Gastdozent an der Werkkunstschule Krefeld. Es folgte 1970 ein Stipendium für einen einjährigen Aufenthalt in der Cité Internationale des Arts in Paris. Danach, 1971, wurde Sundhaußen Dozent für Malerei an der Folkwang-Hochschule und später am Fachbereich Gestaltung und Kunsterziehung der Universität Essen. Seit 1973 führte er den Titel des Professors.
Sundhaußen experimentierte in den 1980ern mit Fotoarbeiten. Es entstanden weiterhin konkrete Werke. Er war Mitglied der Siam Society Bangkok und der Deutschen Gesellschaft für Natur- und Völkerkunde Ostasiens (OAG) in Tokyo, sowie im Westdeutschen Künstlerbund. Er arbeitete regelmäßig in Thailand und Japan sowie in Brasilien und in den USA. Außerdem folgten Reisen nach Indonesien, Kambodia, Vietnam, China, Tibet, Italien und Spanien. Helmut Sundhaußen wurde in zahlreiche Ausstellungen im In- und Ausland gezeigt.

## Trivia

Für Katalogaufnahmen im Jahre 2010 des Textilversandhaus Walbusch Walter Busch wurde ein Gemälde von Sundhaußen aus dem Museum Baden herbeigezogen. Es fungierte als Hintergrund für die Models.

## Preise
- 1962: Förderpreis des Kulturkreises im Bundesverband der Deutschen Industrie
- 1966: Villa-Romana-Preis

## Werke im öffentlichen Besitz (Auswahl)
- Rheinisches Landesmuseum Bonn
- Museum Folkwang, Essen
- Städtische Galerie Villa Zanders, Bergisch Gladbach
- Städtischen Galerie, Lippstadt
- Landesmuseum Münster
- Landesmuseum Darmstadt
- Kunstmuseen Krefeld
- Leopold-Hoesch-Museum, Düren
- Märkisches Museum, Witten
- Kunstmuseum Bochum
- Museum Kunstpalast, Düsseldorf
- Museum Baden, Solingen

## Ausstellungen (Auswahl)

### Einzelausstellungen
- 1972: Rheinisches Landesmuseum Bonn
- 1972: Kaiser-Wilhelm-Museum, Krefeld
- 1977: Museum de Arte da Pampulha
- 1982: Heritage Art Center, Manila

### Gruppenausstellungen
- 1967 15. Ausstellung Karlsruhe Gruppenausstellung mit Otmar Alt, Horst Antes, Eduard Bargheer, Michael Croissant, Winfried Gaul, Fritz Köthe, Otto Piene, Sigmar Polke u. a.
- 1970 Bilder, Graphik und Objekte von Winfried Gaul und Helmut Sundhaußen, Overbeck-Gesellschaft, Lübeck
- 1972 Helmut Sundhaußen – Bilder – Bonner Kunstverein, Bonn
- 1993 Auf & Zu 6: Ex Libris von Günther Uecker, Jürgen Partenheimer, Helmut Sundhaußen, Diana Radaviciute, Saulius Valius und Rimvydas Kepezinskas
- 1999 Dialog: Ohnari-Sundhaußen – Ausstellung im Rahmen des Japan-Jahres 1999/2000, Düsseldorf